# Breyvic Valera
Pour les articles homonymes, voir Valera.
Breyvic José Valera Henriquez (né le 8 janvier 1992 à Montalbán, Carabobo, Venezuela) est un joueur de deuxième but de la Ligue majeure de baseball.

## Carrière
Breyvic Valera signe son premier contrat professionnel en mai 2010 avec les Cardinals de Saint-Louis. 
Dans les ligues mineures, où il évolue avec des clubs affiliés aux Cardinals depuis 2010, sa position principale est celle de joueur de deuxième but, mais il évolue aussi régulièrement à l'arrêt-court ainsi qu'au champ gauche.
Breyvic Valera fait ses débuts dans le baseball majeur avec Saint-Louis le 5 septembre 2017.